# Ayyan Ali
Ayyan Ali (urdu: ایان علی) (Dubai, 30 de julho de 1993) é uma modelo e cantora paquistanesa. Ela começou a modelar em 2010 e ganhou o título de Melhor Modelo Emergente Feminino. Ela foi nomeada quatro vezes para os Lux Style Awards. Em 2013, ela esclareceu que só queria ser referida publicamente como "Ayyan" e não "Ayyan Ali".

## Biografia

### Carreira
Ayyan começou sua carreira como modelo aos dezesseis anos de idade. Ela começou a modelar em 2010 e ganhou o título de Melhor Modelo Emergente Feminino. Ela foi nomeada quatro vezes para os Lux Style Awards.
Em 2010, Ayyan recebeu o título de Calvin Klein ‘Beauty of the Year 2010’. Mais tarde, ela se tornou embaixadora da marca. Nesse mesmo ano, ela foi indicada para Melhor Modelo Emergente Feminina pelo Lux Style Awards, e em 2011 como Melhor Modelo Feminino.
Ela ganhou o melhor modelo feminino em 2012 no Pakistan Media Awards. Seu videoclipe e single chamado "You and I" foram lançados por ocasião do Eid em julho de 2014, mas foram alvos de alguns críticos.

### Prisão
Em 14 de março de 2015, as Forças de Segurança Aeroportuária do Paquistão prenderam Ayyan e a acusaram de lavagem de dinheiro. Ela estava embarcando em um voo para os Emirados Árabes Unidos a partir do Aeroporto Internacional Benazir Bhutto, em Islamabad. Ayyan partiu para Dubai através de uma companhia aérea privada quando a Força de Segurança do Aeroporto (ASF) verificou sua bagagem no balcão e descobriu 506.800 dólares.
Ela foi apresentada a um juiz da alfândega que a enviou em prisão preventiva de 14 dias. Ela foi levada para um centro médico para exame. Os 500 mil dólares em sua mala excederam o limite legal de dinheiro que pode ser transportado no Paquistão, que é de 10 mil dólares. Durante o interrogatório, ela teria nomeado vários políticos e modelos paquistaneses envolvidos na lavagem de dinheiro. Em 16 de julho de 2015, Ayyan foi libertado da prisão sob fiança.